# Carl Fletcher
Carl Tadeus Fletcher (Plymouth, Montserrat, 26 de dezembro de 1971) é um ex-futebolista profissional canadense que atuava como defensor.

## Carreira
Carl Fletcher se profissionalizou no Toronto Blizzard, em 1990.

## Seleção
Carl Fletcher integrou a Seleção Canadense de Futebol na Copa das Confederações de 2001.

## Títulos
Canadá
- Copa Ouro da CONCACAF de 2000